# Mauro Monges
Mauro Micliades Monges (Asunción, 17 de febrero de 1983) es un futbolista paraguayo. Juega de mediocampista.

## Clubes
| Club                 | País      | Año         |
| -------------------- | --------- | ----------- |
| Sportivo San Lorenzo | Paraguay  | 2002        |
| Guaraní              | Paraguay  | 2003        |
| Nacional             | Paraguay  | 2004        |
| Rosario Central      | Argentina | 2005        |
| Nacional             | Paraguay  | 2006 - 2007 |
| Atlético Tembetary   | Paraguay  | 2007        |
| Olimpia              | Paraguay  | 2008        |
| 2 de Mayo            | Paraguay  | 2009        |
| Deportivo Caaguazú   | Paraguay  | 2009 - 2010 |
| 2 de Mayo            | Paraguay  | 2011 - 2013 |
| Pacífico FC          | Perú      | 2013        |